# أدميرا فاكر مودلينغ
نادي أدميرا فاكر مودلينغ لكرة القدم (بالألمانية: FC Admira Wacker Mödling) نادي كرة قدم نمساوي يلعب في دوري الدرجة الممتازة. تم تأسيس النادي في سنة 1905 .